# Писарчик, Антонина Константиновна
Антонина Константиновна Писарчик (23 марта 1907, Коканд —  6 января 1995, Москва) - советский этнограф, востоковед, специалист по Средней Азии.

## Биография
Антонина Константиновна родилась 23 марта 1907 г. в Коканде. Она всю жизнь посвятила изучению культуры и быта народов Средней Азии. В 1924 г. она поступила на Восточный ф-т Среднеазиатского Университета (САГУ). Среди её учителей были А.Э. Шмидт, иранист А. А. Семенов, К.К. Юдахин, Е. Д. Поливанов, Л. В. Ошанин, М.С. Андреев (1873—1948). Последний сыграл особую роль в становлении А. К. Писарчик как ученого, а с 1940 года стал спутником её жизни. Их дочь Екатерина Михайловна Андреева, арахнолог, кандидат биологических наук.
С начала самостоятельной научной деятельности (Самаркандский музей, Институт истории и археологии АН Узбекистана) Антонина Константиновна сочетает собирание коллекций для музеев Самарканда и Ленинграда с накоплением и обработкой полевого материала по культуре населения Нураты, Западного Памира, с изучением старинной архитектуры Самарканда и других городов.
В 1945 г. А. К. Писарчик успешно защищает в САГУ кандидатскую диссертацию «Самаркандские жилые дома и квартальные мечети XIX—XX вв.», явившуюся результатом многолетнего труда. Диссертация стала основой книги «Народная архитектура Самарканда XIX—XX вв.», вышедшей в 1974 г.
В 1948 г. ученая возглавила Кабинет этнографии Института истории, языка и литературы Таджикского филиала АН СССР. В апреле 1951 г. была учреждена Таджикская АН ССР, в состав которой вошёл Институт истории, археологии и этнографии, возглавлявшийся крупнейшим востоковедом академиком А. А. Семеновым. С 1951 по 1965 год главой сектора этнографии института была А. К. Писарчик. Результатом их работы стало трехтомное издание «Таджики Каратегина и Дарваза», вышедшее под редакцией Н.А. Кислякова и А.К. Писарчик (1966—1976 гг.).
В 1967 г. ей было присвоено звание «Заслуженный деятель науки Таджикской ССР».
А.К. Писарчик — автор почти 60 книг и статей, редактор множества фундаментальных трудов по этнографии.
А.К. Писарчик скончалась в 1995 году.